# 색, 계
《색, 계》(중국어: 色，戒, 영어: Lust, Caution)는 리안이 감독한 미국과 중화인민공화국, 홍콩, 중화민국의 합작 영화이다. 리안은 베네치아 국제 영화제에서 이 영화로 두 번째 황금 사자상을 수상하였다. 1979년 중국 작가 장아이링이 발표한 동명의 중편소설이 원작이다. 1939년부터 1940년에 실제로 일어난 사건들을 대략적인 근거로 하고 있다.
20분에 달하는 적나라한 정사 장면으로 상당수 국가에서 삭제되어 개봉되었다. 탕웨이의 유두, 음모와 항문, 남자 주인공 양조위의 음낭과 엉덩이 그리고 두 배우의 전라가 노출되어 논란에 휩싸였다. 대한민국에서는 18세 이상 관람가로 개봉되었으며 삭제되지 않았다. 미국에서는 NC-17 등급을 받았다. 중국에서는 30분가량 삭제되었다.

## 줄거리
홍콩 1938
중일 전쟁 중 수줍고 경험 없는 대학생 왕자즈는 상하이에서 홍콩으로 건너가 링난 대학에서 공부를 시작한다. 남학생 광위민은 그녀를 애국적인 연극 동아리에 초대하고, 그녀는 곧 주연 배우가 되어 관객과 동료들 모두에게 영감을 준다. 동아리의 애국 연극에 영감을 받은 광위민은 그룹에게 일본에 대한 전쟁에 더 구체적인 기여를 하도록 설득한다. 그는 일본 점령하에 중국에 세워진 괴뢰 정부의 왕징웨이의 특수 요원이자 모집자인 이 씨를 암살할 계획을 세운다. 아름다운 왕자즈는 무역 회사 사장의 우아한 아내인 "맥 부인"이라는 위장 역할을 맡게 된다. 그녀는 이 부인의 사교계에 침투한다.
왕자즈는 이 씨의 눈길을 사로잡고 그를 암살할 수 있는 장소로 유인하려 한다. 왕자즈는 여전히 처녀였고, 결혼한 여성으로서의 역할을 연습하기 위해 계획에 참여한 다른 학생과 마지못해 성관계를 갖는다. 왕자즈에게 매료된 이 씨는 거의 함정에 빠질 뻔했지만 마지막 순간에 물러난다. 곧이어 이 씨 부부는 상하이로 돌아가고, 학생들은 임무를 완수할 기회를 더 이상 얻지 못한다. 그들이 해산을 준비하는 동안, 이 씨의 전 부하가 예고 없이 나타나 그들의 계획을 알고 있다고 말한다. 격렬한 싸움 끝에 학생들은 그 부하를 죽이고 숨어버린다.
상하이 1942
3년 후, 일본 점령 하의 상하이에서 왕자즈는 중국국민당 (KMT) 비밀 정보 기관인 군통의 비밀 요원이 된 광위민을 다시 만난다. 군통은 일본 점령군과 괴뢰 정부를 전복시키려 한다. 광위민은 그녀를 괴뢰 정부 하의 비밀 경찰 국장이 되어 KMT를 위해 일하는 저항군을 고문하고 처형하는 일을 담당하는 이 씨를 죽이기 위한 새로운 암살 계획에 가담시킨다. 왕자즈가 이 씨의 첩이 되려는 시도는 성공한다. 첫 성관계에서 이 씨는 왕자즈를 폭력적으로 강간한다. 다음 몇 주 동안, 두 사람의 성관계는 점점 더 합의에 기반하고 애정 어린 방향으로 흘러간다.
자오즈가 국민당 상급 장교에게 보고할 때, 그녀는 이와 성적 관계를 계속하지 않아도 되도록 암살을 빨리 실행할 것을 촉구하지만, 전략적 이유로 암살을 지연해야 한다는 말을 듣는다. 자오즈는 자신이 암살을 도우려는 남자에게 감정적으로 얽매여 있음을 발견하고, 자신이 겪는 감정적 갈등을 묘사한다. 이가 자오즈를 봉투가 밀봉된 보석상으로 보내자, 그녀는 그가 그녀를 위해 커다란 희귀한 6캐럿짜리 핑크 다이아몬드를 반지에 박아 준비했음을 알게 된다. 이는 경호원과 동행하지 않는 이를 중국 저항군이 잡을 기회를 제공한다.
얼마 후, 자오즈는 이를 초대하여 다이아몬드 반지를 받으러 함께 간다. 보석상에 들어서면서 그녀는 암살 계획에 관련된 모든 사람들이 밖에 잠복해 있음을 알아챈다. 반지를 끼자 그녀는 감정에 휩싸여 이에게 조용히 떠나라고 재촉한다. 그녀의 뜻을 이해한 그는 즉시 가게를 뛰쳐나가 암살 시도에서 벗어난다. 그날이 끝날 무렵, 저항 단체 대부분의 구성원이 붙잡힌다. 이의 부관은 저항 세포를 알고 있었지만, 리더를 잡을 기회를 이용하기 위해 이에게 알리지 않았다. 감정적 혼란 속에서 이는 저항군 대원들의 사형 집행 영장에 서명한다. 자오즈와 다른 사람들은 처형을 위해 채석장으로 끌려간다. 저항군 대원들이 총구 앞에서 무릎을 꿇으라고 강요받는 동안, 슬픈 콰앙은 자오즈를 응시한다. 한편, 이는 가족 객실에 있는 자오즈의 빈 침대에 앉아 있고, 그의 아내는 비서와 두 남자가 자오즈의 소지품과 그의 사무실에서 일부 서류를 가져갔으니 무슨 일이냐고 묻는다. 이는 그녀에게 조용히 하라고 하고 아래층에서 마작을 계속하라고 말하며, 누구에게도 자오즈에 대한 자신의 애정을 알리지 말라고 한다.

## 출연진
- 양조위 - 이모청(易默成) / 이 선생 역
- 탕웨이 - 왕자즈(王佳芝) / 막 부인 역
- 진충 - 이 부인 역
- 왕리훙 - 쾅위민(鄺裕民) 역
- 퉈쭝화 - 우 노인(老吳) 역
- 주즈잉 - 라이슈진(賴秀金) 역
- 가오잉쉬안 - 황레이(黃磊) 역
- 커위룬 - 량룬성(梁潤生) 역
- 롼더창 - 어우양링원(歐陽靈文) / 막 선생 역
- 첸자러 - 차오더시(曹德禧) 선배 역
- 쑤옌 - 마 부인 역
- 허싸이페이 - 샤오 부인 역
- 쑹루후이 - 자즈의 이모 역
- 판광야오 - 창 비서 역
- 류제 - 량 부인 역
- 다케시타 아키코 - 일본인 종업원 역
- 아누팜 케르 - 보석상 직원 역

## 제작진
- 의상 : 판 라이

## 같이 보기
- 정핑루